# Liste der Naturdenkmale in Impflingen
Die Liste der Naturdenkmale in Impflingen nennt die im Gemeindegebiet von Impflingen ausgewiesenen Naturdenkmale (Stand 23. Mai 2024).

## Naturdenkmale
| Nr.         | Bezeichnung                   | Lage                                | Beschreibung               | Bild                                    |
| ----------- | ----------------------------- | ----------------------------------- | -------------------------- | --------------------------------------- |
| ND-7337-218 | Lindenallee am Wasserbehälter | westlich des Ortes an der K 45 Lage | Tilia sp., hier Nr. 55     | Direkt Bild zu diesem Denkmal hochladen |
| ND-7337-219 | Mandelallee                   | westlich des Ortes an der K 45 Lage | Prunus dulcis, hier Nr. 56 | Fotos hochladen                         |